# Prontoguerra
La famiglia Prontoguerra fu una famiglia nobile originaria di Ripe San Ginesio.

## Storia
I Prontoguerra furono una famiglia incontrastata che governò il comune di Ripe San Ginesio, all'ora chiamato Ripe, dal X secolo al 1201.
Famiglia nobile feudale dedita alle armi, verso la fine del XII secolo la famiglia attuò un'estensione dei loro domini sui castelli limitrofi. Nel 1201, data della loro capitolazione, la famiglia e il comune di Ripe furono costretti a sottomettersi alla potenza di San Ginesio, il quale offrì alla nobile stirpe ripana protezione da nemici e protezione dei loro beni. L'allora padrone di San Ginesio diede alle fiamme il castello di Ripe, per far sì che la nobile famiglia e alcuni membri della popolazione ripana cercasse riparo e alloggio all'interno del comune ginesino. Intorno al 1211 circa San Ginesio indusse i Prontoguerra, oramai arrendevoli, alla cessione del castello di Ripe col girone, borgo e pertinenze e l'imposta, sui territori acquistati di esigere e riscuotere tasse e gabelle con piena autorità. Comprati i territori i Prontoguerra lavorarono come esattori delle tasse per San Gi esio nel comune di Ripe. Nel 1255 Papa Innocenzo IV completò l'acquisto del castello.

## Genealogia
Si presume che alcuni esponenti della famiglia Da Varano discendono dai Prontoguerra.